# Leotis Martin
Leotis Martin est un boxeur américain né le 10 mars 1939 à Helena, Arkansas, et mort le 20 novembre 1995 à Philadelphie, Pennsylvanie.

## Carrière
Champion des États-Unis amateur des poids moyens en 1960 et 1961, il passe professionnel l'année suivante. Sa carrière est marquée par sa victoire surprise lors d'un championnat d'Amérique du Nord NABF des poids lourds face à Sonny Liston qu'il remporte par KO au 9e round le 6 décembre 1969.
Martin devra néanmoins cesser la boxe après ce combat en raison d'un décollement de la rétine. Son palmarès est de 31 victoires et 5 défaites.